# Живучка пирамидальная
Живу́чка пирамида́льная (лат. Ajúga pyramidális) — декоративное травянистое растение родом из Европы, вид двудольных цветковых растений, включённый в род Живучка (Ajuga) семейства Яснотковые, или Губоцветные (Lamiaceae). Лектотип рода.

## Ботаническое описание

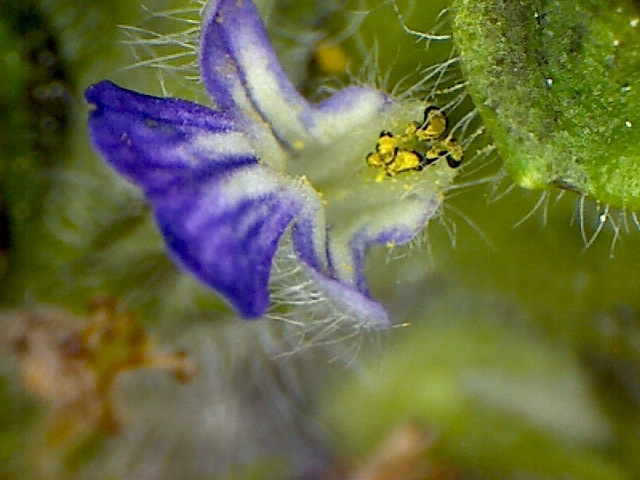
Цветок живучки крупным планом

Живучка пирамидальная — многолетнее травянистое растение с вертикальным корневищем. Стебли четырёхребристые, голые или ворсисто-опушённые, достигают 7—30 см в высоту. Прикорневые листья 40—110×15—45 (в среднем — 60×28) мм, обратнояйцевидной формы, с цельным или тупозубчатым краем, даже первые долго не увядают. Столоны не развиваются.
Соцветие густое, мутовочки из 4—8 цветков. Прицветные листья яйцевидные, с цельным или зубчатым краем, синеватые или красно-фиолетовые, изредка зелёные. Чашечка актиноморфная, около 9 мм длиной. Венчик до 27 мм длиной, бледно-голубовато-сиреневый, с трубкой, в полтора раза превышающей длину чашечки. Верхняя губа венчика цельная. Тычинки голые, с тёмно-фиолетовыми пыльниками.
Плоды — орешки продолговато-обратнояйцевидной формы, 2—2,5×1,3—1,6 мм, желтовато-коричневые, с блестящей сетчатой поверхностью.
Число хромосом — 2n = 32.

## Распространение и экология
Естественная среда произрастания живучки пирамидальной — субальпийские луга и пастбища, лиственные леса. Широко распространена в Европе, произрастает на высоте 300—2700 м над уровнем моря.

## Значение
Живучка пирамидальная наряду с живучкой ползучей нередко используется в садоводстве за декоративную окраску листьев в качестве почвопокровного многолетника. Листья сорта 'Metallica Crispa' бронзово-фиолетовые, блестящие.

## Классификация

### Таксономия
Ajuga pyramidalis L., 1753, Sp. Pl. : 561
Вид Живучка пирамидальная относится к роду Живучка (Ajuga) семейства Яснотковые (Lamiaceae) порядка Ясноткоцветные (Lamiales), который последовательно входит в вышестоящие клады Ламииды → Астериды → Суперастериды → Эвдикоты → Цветковые растения. Таксономическая схема в соответствии с Системой APG IV по состоянию на декабрь 2023 года:
|  |                          |  |                                   |                                   |                      |  | еще 23 семейства | еще 23 семейства |                       |  |                         |  | еще 71 подтвержденный вид и 21 вид, ожидающий подтверждения | еще 71 подтвержденный вид и 21 вид, ожидающий подтверждения |  |
|  |                          |  |                                   |                                   |                      |  | еще 23 семейства | еще 23 семейства |                       |  |                         |  | еще 71 подтвержденный вид и 21 вид, ожидающий подтверждения | еще 71 подтвержденный вид и 21 вид, ожидающий подтверждения |  |
|  |                          |  |                                   | порядок Ясноткоцветные            |                      |  |                  |                  | род Живучка           |  |                         |  |                                                             |                                                             |  |
|  |                          |  |                                   | порядок Ясноткоцветные            |                      |  |                  |                  | род Живучка           |  | 2 внутривидовых таксона |  |                                                             |                                                             |  |
|  | клада Цветковые растения |  |                                   |                                   | семейство Яснотковые |  |                  |                  | Живучка пирамидальная |  |                         |  |                                                             |                                                             |  |
|  | клада Цветковые растения |  |                                   |                                   |                      |  |                  |                  |                       |  |                         |  |                                                             |                                                             |  |
|  |                          |  | ещё 63 порядка цветковых растений | ещё 63 порядка цветковых растений |                      |  |                  | еще 267 родов    | еще 267 родов         |  |                         |  |                                                             |                                                             |  |
|  |                          |  |                                   | ещё 63 порядка цветковых растений |                      |  |                  |                  | еще 267 родов         |  |                         |  |                                                             |                                                             |  |

### Подвиды
- Ajuga pyramidalis subsp. meonantha (Hoffmanns. & Link) R.Fern., 1960
- Ajuga pyramidalis L. subsp. pyramidalis

### Синонимы
- Ajuga alpina Vill.
- Ajuga nana Gilib.
- Ajuga pyramidalis var. alpina Nyman
- Ajuga rupestris Schleich. ex Steud.
- Ajuga vulgaris subsp. schurii Rouy
- Bugula pyramidalis Crantz
- Bulga pyramidalis Kuntze
- Teucrium pyramidale Crantz